# 雪センター
公益社団法人雪センター（しゃだんほうじんゆきセンター）は、雪の有効利用のための技術開発や調査研究を通して雪国の活性化のための活動をしている公益法人。元国土交通省所管。

## 概要
- 所在地：東京都中央区日本橋堀留町1-3-17日本橋三洋ビル7階
- 設立日：1990年（平成2年）3月20日
- 理事長：石河　信一